# Jabou Jawo
Jabou Jawo (sinh ngày 18 tháng 4 năm 1962) là một vận động viên chạy nước rút người Gambia. Bà đã thi đấu ở cự ly 100 mét tại Thế vận hội Mùa hè 1984 và Thế vận hội Mùa hè 1988.